# راحله نادری
راحله نادری (زاده ۱۷ فروردین ۱۳۷۸ در کرمانشاه) بازیکن تیم ملی کبدی زنان ایران است. نادری ۸ سال سابقه عضویت در تیم ملی را در کارنامه خود دارد و توانسته در مسابقات آسیایی به مدال طلا دست پیدا کند. اولین مدال او در دوران فعالیت حرفه‌اش در مسابقات قهرمانی آسیا در سال ۲۰۱۶ بود که توانست در ارومیه همراه تیم ملی، به مقام نخست دست پیدا کند. او یکی از اعضای تیم ملی کبدی زنان ایران در بازی‌های آسیایی هانگژو بود و همراه این تیم توانست به مقام سوم برسد و مدال برنز را از آن خود کرد.
راحله نادری در کارنامه خود، کسب مدال برنز مسابقات قهرمانی آسیا ۲۰۱۷، مدال طلا بازی‌های آسیایی جاکارتا و مدال طلا مسابقات بین‌المللی نوروزگاه را دارد.

## افتخارات
مدال طلا رقابت‌های کبدی قهرمانی آسیا (ارومیه ۲۰۱۶)
مدال برنز رقابت‌های کبدی قهرمانی آسیا (گرگان ۲۰۱۷)
مدال طلا رقابت‌های کبدی بازی‌های آسیایی جاکارتا (اندونزی ۲۰۱۸)
مدال طلا رقابت‌های کبدی نوروزگاه (تهران ۲۰۲۲)
مدال برنز رقابت‌های کبدی بازی‌های آسیایی هانگژو (چین ۲۰۲۲)